# Монахов, Александр Семёнович
Александр Семёнович Монахов (30 апреля 1931, Калужская обл. — 11 марта 2003) — советский и российский учёный в области ядерной энергетики, лауреат Государственной премии СССР.

## Биография
Родился  30 апреля 1931 года на территории современной Калужской области.
Окончил Московский энергетический институт (1957, инженер-теплотехник). Там же: инженер, аспирант, ассистент, доцент, профессор, зав. кафедрой АЭС.

## Научные труды
Автор 195 публикаций, 12 изобретений в области ядерной энергетики. Сочинения:
- Атомные электрические станции и их технологическое оборудование : [Учеб. пособие для энерг. и энергостроит. техникумов] / А. С. Монахов. — М. : Энергоатомиздат, 1986. — 222,[1] с. : ил.; 22 см; ISBN (В пер.)
- Коррозия реакторных материалов / В. В. Герасимов, А. С. Монахов. — М. : Изд-во ЦНИИатоминформ, 1994. — 158,[2] с.; 20 см; ISBN 5-85165-010-9 : Б. ц.
- Материалы ядерной техники : [Учебник для вузов по спец. «Атом. электр. станции и установки»] / В. В. Герасимов, А. С. Монахов. — 2-е изд., перераб. и доп. — М. : Энергоиздат, 1982. — 288 с. : ил.; 22 см; ISBN В пер.
- Материалы ядерной техники / В. Герасимов, А. Монахов; Пер. с рус. П. Заболотный. — М. : Мир, 1983. — 311 с. : ил.; 22 см; ISBN В пер.
- Методические указания к курсовому проекту по дисциплине «Атомные электростанции» для студентов по направлению «Техническая физика» / А. С. Монахов, В. М. Зорин, В. И. Горбуров, Моск. энерг. ин-т (МЭИ ТУ) . — М. : Изд-во МЭИ, 2000 . — 16 с.

## Награды и звания
- Государственная премия СССР (1978) — за создание, использование и применение комплексонов в народном хозяйстве.
- Кандидат (1962), доктор (1979) технических наук.